# Frank Shannon
Pour les articles homonymes, voir Shannon.
Francis Connolly Shannon, né le 27 juillet 1874 à Dublin (Irlande) et mort le 1er février 1959 à Los Angeles (quartier d'Hollywood, Californie), est un acteur irlandais, connu comme Frank Shannon.

## Biographie

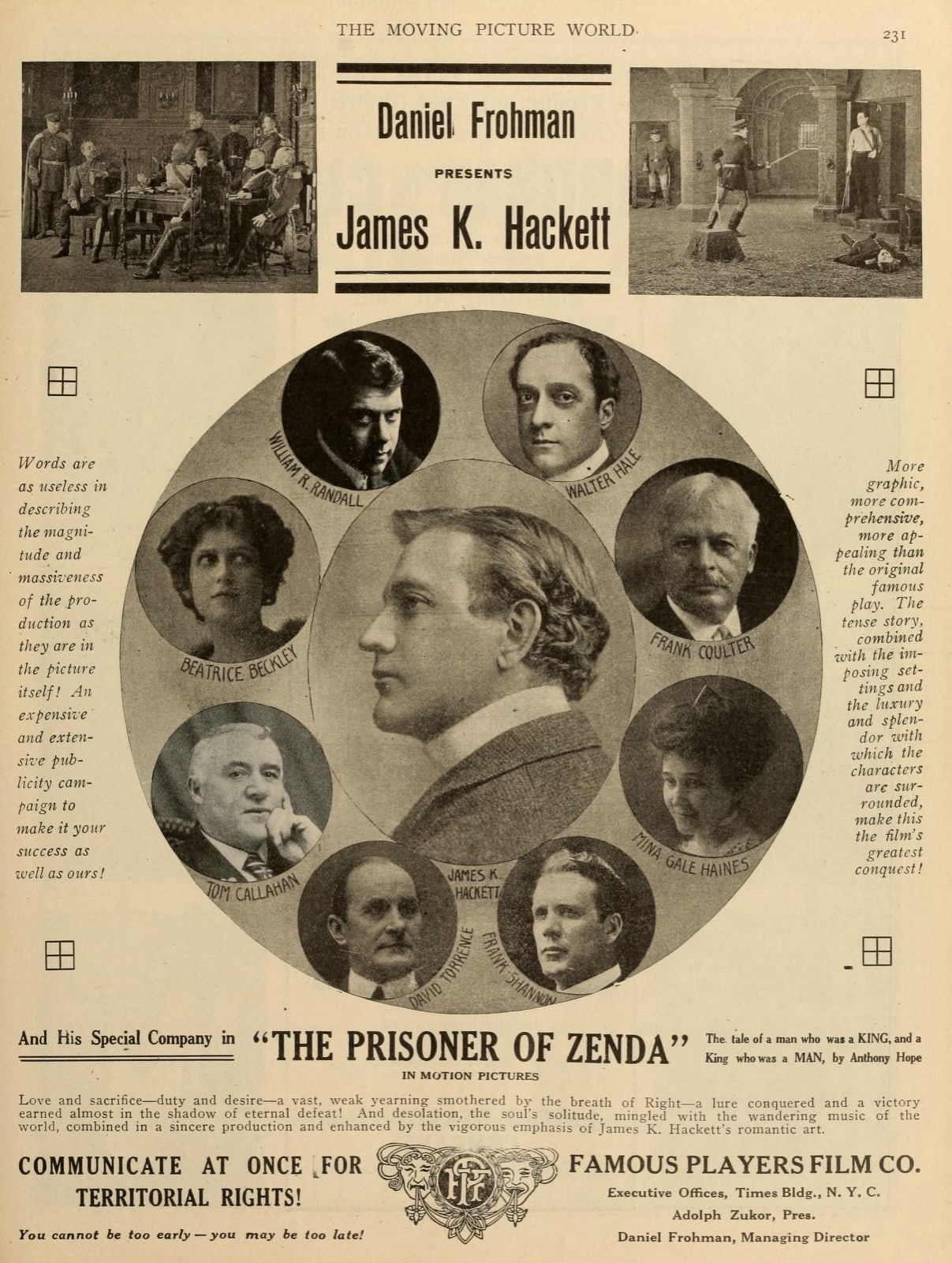
Le Prisonnier de Zenda (1913)

Émigré aux États-Unis, Frank Shannon y joue notamment au théâtre à Broadway (New York), où il débute dans trois pièces produites par Charles Frohman en 1909-1910, dont l'adaptation par Arthur Conan Doyle de sa nouvelle Le Ruban moucheté (1910, avec Ivan F. Simpson). Ses deux dernières pièces à Broadway sont représentées en 1934.
Entretemps, mentionnons Anna Christie (en) d'Eugene O'Neill (1921-1922, avec George F. Marion) et Trop vrai pour être beau (en) de George Bernard Shaw (1932, avec Leo G. Carroll et Claude Rains).
Au cinéma, il contribue à soixante-dix films américains (comme second rôle ou dans des petits rôles non crédités), dont sept muets, le premier étant un court métrage sorti en 1912 ; le deuxième est Le Prisonnier de Zenda d'Edwin S. Porter et Hugh Ford (1913, avec James K. Hackett et David Torrence) ; ses deux derniers films muets sortent en 1924, dont Monsieur Beaucaire de Sidney Olcott (avec Rudolph Valentino dans le rôle-titre et Bebe Daniels).
Suivent soixante-trois films parlants sortis entre 1931 et 1949, dont le serial Flash Gordon de Frederick Stephani et Ray Taylor (1936) ; il y personnifie le docteur Zarkov, aux côtés de Buster Crabbe dans le rôle-titre et Charles Middleton interprétant l'empereur Ming ; tous trois reprennent leurs rôles respectifs dans deux suites (également des serials) sorties en 1938 puis 1940.
Parmi ses autres films notables, citons également Je n'ai pas tué Lincoln de John Ford (1936, avec Warner Baxter et Gloria Stuart), ainsi que les westerns La Légion des damnés de King Vidor (1936, avec Fred MacMurray et Jack Oakie) et Le Retour de Frank James de Fritz Lang (1940, avec Henry Fonda dans le rôle-titre et Gene Tierney).
Après un ultime rôle non crédité dans A Dangerous Profession (en) de Ted Tetzlaff (1949, avec George Raft et Ella Raines), Frank Shannon se retire et meurt à Hollywood dix ans après en 1959, à 84 ans.

## Théâtre à Broadway (intégrale)
(pièces, sauf mention contraire)
- 1909 : An Englisman's Home de Guy Du Maurier, production de Charles Frohman
- 1909 : The Flag Lieutenant de W. P. Drury et Leo Trevor, production de Charles Frohman, mise en scène de Gustav von Seyffertitz
- 1910 : Le Ruban moucheté (The Speckled Band) d'Arthur Conan Doyle, d'après sa nouvelle Le Ruban moucheté (The Adventure of the Speckled Band), production de Charles Frohman
- 1921-1922 : Anna Christie (en) d'Eugene O'Neill : Matt Burke[2]
- 1923 : White Desert de Maxwell Anderson : Michael Kane
- 1925 : The Undercurrent de William H. McMasters : Tom Flanagan
- 1925-1926 : Twelve Miles Out de William Anthony McGuire : Michael McCue
- 1926 : La Maison du bourreau (Hangman's House), adaptation par Willard Mack du roman éponyme de Donn Byrne : John D'Arcy[3]
- 1927 : Brass Buttons de John Hunter Booth : Dan Flynn
- 1928 : Le Patriote (The Patriot) d'Alfred Neumann, adaptation d'Ashley Dukes : Stepan
- 1928 : Within the Law de Bayard Veiller : Inspecteur Burke
- 1928 : Elmer Gantry, adaptation par Patrick Kearney du roman éponyme de Sinclair Lewis, mise en scène de Lumsden Hare : Père Harvey
- 1928 : The Common Sin de (produite et mise en scène par) Willard Mack : Donlin
- 1930 : Mystery Moon, comédie musicale, musique et lyrics de Monte Carlo et Alma M. Sanders, livret de Frederick Herendeen : Joe Hendricks
- 1930 : The Ninth Guest de (et mise en scène par) Owen Davis : Tim Salmon
- 1931 : Just to Remind You d'Owen Davis : Dan Costigan
- 1931 : In Times Square de Dodson L. Mitchell et Clyde North : Chick Rivers
- 1932 : Trop vrai pour être beau (en) (Too True to Be Good) de George Bernard Shaw, mise en scène de Leslie Banks : Sergent Fielding
- 1932 : The Web de Frederick Herendeen : Warden Sullivan
- 1933 : Young Sinners d'Elmer Harris : Tom Maguire[4]
- 1933 : Fly By Night de Richard F. Flourney : Harry
- 1933 : Move On, Sister de Daniel N. Rubin : Burt Travers
- 1934 : Too Many Boats d'Owen Davis : Lieutenant Shard
- 1934 : Geraniums in My Window de Samuel Ornitz et Vera Caspary, mise en scène de Sidney Salkow : Joe

## Filmographie partielle

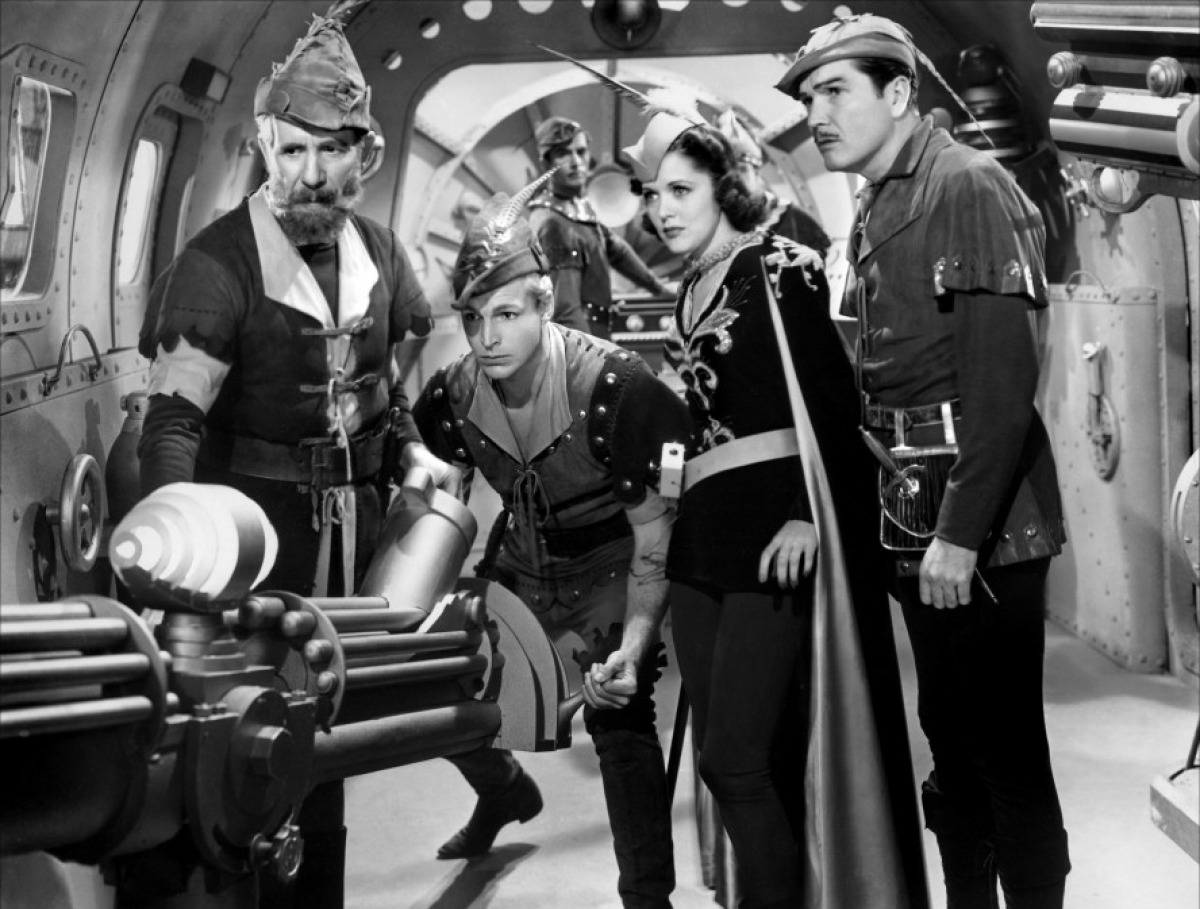
De g. à d. : Frank Shannon, Buster Crabbe, Carol Hughes et Roland Drew, dans Flash Gordon Conquers the Universe (1940)

- 1913 : Le Prisonnier de Zenda (The Prisoner of Zenda) de Edwin S. Porter et Hugh Ford : Detchard
- 1922 : Un fier gueux (en) (Boomerang Bill) de Tom Terriss : Terrence O'Malley
- 1922 : Roxelane (The Bride's Play) de George Terwilliger : Sir John Mansfield
- 1924 : Cœurs de glace (en) (Icebound) de William C. de Mille : Juge Bradford
- 1924 : Monsieur Beaucaire de Sidney Olcott : Badger
- 1932 : Raspoutine et l'Impératrice (Rasputin and the Empress) de Richard Boleslawski et Charles Brabin : un général
- 1934 : Traqués (Woman in the Dark) de Phil Rosen
- 1935 : Les Hors-la-loi (« G » Men) de William Keighley : le chef de la police
- 1935 : The Eagle's Brood (en) d'Howard Bretherton : Mike
- 1935 : Brigade spéciale (Men Without Names) de Ralph Murphy : Leahy
- 1936 : La Légion des damnés (The Texas Rangers) de King Vidor : Capitaine Stafford
- 1936 : Flash Gordon, serial de Frederick Stephani et Ray Taylor : Dr Alexis Zarkov
- 1936 : Anthony Adverse de Mervyn LeRoy : un majordome
- 1936 : Black Gold (en) de Russell Hopton : Dan O'Reilly
- 1936 : Je n'ai pas tué Lincoln (The Prisoner of Shark Island) de John Ford : Juge-avocat général Joseph Holt
- 1937 : La Furie de l'or noir (High, Wide, and Handsome) de Rouben Mamoulian : un acolyte de Peter
- 1937 : Mannequin de Frank Borzage : le sergent de police à la bijouterie
- 1938 : Les Nouvelles Aventures de Flash Gordon (en) (Flash Gordon's Trip to Mars), serial de Ford Beebe et Robert F. Hill : Dr Alexis Zarkov
- 1938 : Vous ne l'emporterez pas avec vous (You Can't Take It With You) de Frank Capra : Mac
- 1939 : Les Maîtres de la mer (Rulers of the Sea) de Frank Lloyd : Kelsey
- 1939 : The Night of Nights de Lewis Milestone : Frank, le barman
- 1940 : Flash Gordon Conquers the Universe, serial de Ford Beebe et Ray Taylor : Dr Alexis Zarkov
- 1940 : Le Retour de Frank James (The Return of Frank James) de Fritz Lang : le shérif
- 1940 : Une dépêche Reuter (A Dispatch from Reuter's) de William Dieterle : M. O'Malley, capitaine du Nova Scotian
- 1941 : Federal Fugitives (en) de William Beaudine : Colonel Hammond
- 1941 : La Proie du mort (Rage in Heaven) de W. S. Van Dyke et autres : un délégué des ouvriers
- 1942 : Les Naufrageurs des mers du Sud (Reap the Wild Wind) de Cecil B. DeMille : un capitaine au café
- 1943 : The Phantom, serial de B. Reeves Eason : Professeur Davidson
- 1943 : Batman (The Batman), serial de Lambert Hillyer : Dr Hayden
- 1949 : A Dangerous Profession (en) de Ted Tetzlaff : un barman